# 愛しき反抗
「愛しき反抗」 (Rebel Rebel) はイギリスのミュージシャン、デヴィッド・ボウイの楽曲。

## 解説
『ダイアモンドの犬』のA面ラストを飾る曲。B面の「クイーン・ビッチ」は『ハンキー・ドリー』の収録曲である。
本作にはアメリカとイギリスでミックスが異なっており、アメリカでのミックスではバック・ハーモニーや、パーカッション、フェイズド・ギターが追加されている。
ボウイの側近として2年間活動していたシンガーソングライターのジェイン・カウンティは、本作の歌詞の一節である「can't tell whether she's a boy or a girl」という歌詞を含む彼女の1973年の楽曲、「Queenage Baby」が本作に影響を与えたと主張している。
2014年に発売40周年を記念するピクチャーディスクが発売された。その時に使用された写真はオランダの番組、『Top Top』に出演したときのもの。
英音楽誌NMEは、本作を「NMEが選ぶデヴィッド・ボウイの究極の名曲1〜40位」で5位に選んでいる。
2016年7月24日、イタリア・チェゼーナにあるオロジェル・スタジアムで、1000人以上の有志で結成されたロック・バンドRockin＇1000が、本作をカヴァーした。

## 収録曲

### オリジナル盤
1.愛しき反抗-Rebel Rebel(Bowie)
2.クイーン・ビッチ-Queen Bitch(Bowie)

### 2014年再発盤
1. 愛しき反抗-Rebel Rebel (Bowie)
2. 愛しき反抗(ソロ・バージョン)Rebel Rebel(Bowie) 
デヴィッド・ボウイ本人と、ジェフ・マコーマックをコンガに迎えて演奏されたもの。